# Ravenea xerophila
Ravenea xerophila là loài thực vật có hoa thuộc họ Arecaceae. Loài này được Jum. miêu tả khoa học đầu tiên năm 1933.